# Asiatische Küchen

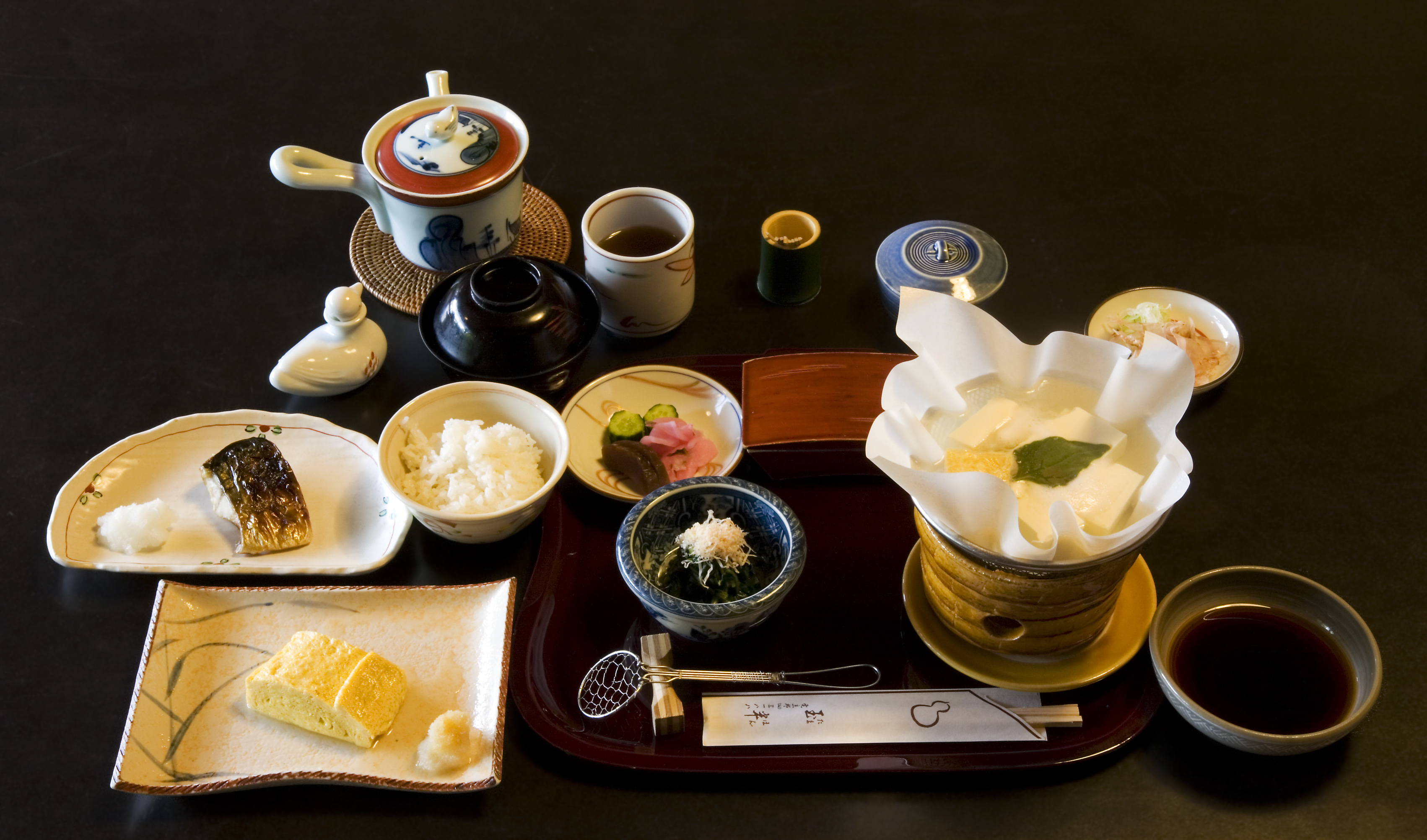
Japanisches Frühstück

Als Asiatische Küchen bezeichnet man die National- und Regionalküchen in den asiatischen Staaten östlich des Einflussbereiches der Arabischen Küche – siehe auch Orientalische Küche. Als Gemeinsamkeiten haben sie schonende Garverfahren, würzige und aromatische Zubereitungen, die teilweise sehr scharf sind. Reis hat bei vielen Speisen die zentrale Rolle. Der hohe Anteil von Speisefischen und Meeresfrüchten spielt dabei eine wichtige Rolle in der Speisegewohnheit einzelner Regionen.

## Wichtige Nationalküchen
| - Chinesische Küche - Japanische Küche - Koreanische Küche |  | - Afghanische Küche - Indische Küche - Pakistanische Küche |  | - Laotische Küche - Thailändische Küche - Vietnamesische Küche |  | - Indonesische Küche - Malaysische Küche - Philippinische Küche |  | - Kambodschanische Küche |